# Sister Boom Boom
Sister Boom Boom, es el nombre de una personificación del astrólogo profesional Jack Fertig (21 de febrero de 1955 - 5 de agosto de 2012). Como personaje público, la Hermana Boom Boom formó parte de las Hermanas de la Perpetua Indulgencia, una organización australiana con objetivos de caridad y protesta, famosa por sus presentaciones callejeras donde utilizaba la estética drag queen y la imaginería católica para llamar la atención sobre la intolerancia sexual y satirizar asuntos relativos al género y la moralidad.
Fertig nació en Chicago, Illinois. A menudo erróneamente acreditado como uno de los fundadores del grupo, de hecho se unió a las Hermanas en 1980, varios meses después de su fundación. La hermana Boom Boom dejó la orden en la primavera de 1986; su nombre completo era Sister Rose of the Bloody Stains of the Sacred Robes of Jesus (en español: Hermana Rosa de las Manchas Sangrientas de los Sagrados Mantos de Jesús).
En 1982 la Hermana Boom Boom se postuló para un escaño en la Junta de Supervisores de San Francisco. Utilizando tácticas de tipo agitprop, haciendo uso del humor y planteando cuestiones que sentía que eran ignoradas en la campaña consiguió 23.124 votos. Obtuvo el octavo lugar, siendo cinco los escaños a ser ocupados. Después de que comenzara su campaña por la alcaldía en 1983 contra la titular Dianne Feinstein, San Francisco aprobó una ley que exige a los candidatos a utilizar únicamente sus nombres legales en la boleta electoral. Esta ley es conocida popularmente como la "Ley Boom Boom" (Sister Boom Boom Law.).
La Hermana Boom Boom escribió un ritual teatralizado en el que se exorcizaba a Jerry Falwell y Phyllis Schlafly y que fue presentado en Union Square el viernes 13 de julio de 1984, un día antes de la Convención Nacional Demócrata, ante un público de 2.000 personas. También es uno de los personajes de la obra Execution of Justice de Emily Mann que trata sobre el juicio a Dan White por los asesinatos de Harvey Milk y George Moscone. Moscone y Milk fueron, respectivamente, el primer Alcalde de San Francisco y el primer Supervisor de la ciudad en declararse abiertamente como homosexuales. En la producción de Broadway fue interpretado por Wesley Snipes.
Jack Fertig abandonó el personaje de Sister Boom Boom en 1985, y se unió a un programa de recuperación para adictos al alcohol. En 2003 se convirtió al Islam, y trabajó como astrólogo hasta su muerte en San Francisco, California, debido a un cáncer de hígado el 5 de agosto de 2012.